# Anomis badia
Anomis badia là một loài bướm đêm trong họ Erebidae.